# Курбан, Ольга Ивановна
Ольга Ивановна Курбан-Гайдайчук (в девичестве — Курбан; род. 16 декабря 1988, Иркутск, Россия) — российская легкоатлетка, выступавшая в семиборье. Участница Олимпийских Игр 2008 и 2012 годов, чемпионка летней Универсиады 2011 года, двукратная чемпионка России (Чемпионат России по лёгкой атлетике 2008, Чемпионат России по лёгкой атлетике 2011). Мастер спорта международного класса. В настоящее время — член Общественного совета МУ МВД  России «Иркутское».

## Биография
Ольга Курбан родилась 16 декабря 1988 года в Иркутске. Лёгкой атлетикой занималась с детства — юную разносторонне развитую школьницу, подкупающую своим настроем, приметили на уроке физкультуры.
Первым успехом в спортивной карьере Ольги стала победа в семиборье Первенства России среди юниоров 2006 года. Год спустя на взрослом чемпионате России она заняла второе место в аналогичной дисциплине, уступив лишь Анне Богдановой, и тем самым отобралась на чемпионат мира 2007. В Осаке спортсменка показала лишь 19-й результат.
В 2008 году Курбан впервые в карьере стала чемпионкой России в соревнованиях по семиборью, являвшихся отборочными на Олимпийские игры. На Олимпиаде спортсменка смогла набрать 14-ю сумму баллов.
После пекинской Олимпиады Ольга Курбан вышла замуж и родила сына, после чего вернулась в спорт. Прогрессируя от старта к старту, в июне 2011 года во второй раз в карьере стала чемпионкой России, а уже в августе ей не было равных в соревнованиях семиборок на Всемирной Универсиаде, проходившей в китайском Шэньчжэне.
Год спустя, показав на чемпионате России свой личный рекорд в сумме баллов за карьеру и четвёртый результат сезона в мире, Ольга Курбан всё же уступила первенство Кристине Савицкой, однако отобралась на Олимпийские игры 2012 года. По прилёте в Лондон спортсменка почувствовала недомогание; выступая с повышенной температурой, она не смогла показать высоких результатов, завершив соревнования лишь с 20-й суммой баллов.
Окончив спортивную карьеру, в 2013 году 25-летняя Ольга Курбан возглавила иркутский стадион «Труд», став его директором; тогда же вошла в исполком Федерации хоккея с мячом. В течение шести лет под её руководством были проведены несколько десятков соревнований, в том числе два чемпионата мира по хоккею с мячом — мужской и среди девушек.